# Weinmannia auriculata
Weinmannia auriculata là một loài thực vật có hoa trong họ Cunoniaceae. Loài này được D.Don miêu tả khoa học đầu tiên năm 1830.